# Wolfgang van Palts-Zweibrücken
Wolfgang van Palts-Zweibrücken (Zweibrücken, 26 september 1526 - Nexon, 11 juni 1569) was een zoon van Lodewijk II van Palts-Zweibrücken en Elisabeth van Hessen. In 1532 erfde hij het hertogdom Palts-Zweibrücken van zijn vader. In 1545 huwde hij met Anna van Hessen. In 1557 droeg keurvorst Otto Hendrik van de Palts het vorstendom Palts-Neuburg over aan Wolfgang.
Hij was de leider der protestanten tijdens de Franse hugenotenoorlogen van de jaren 1560. Wolfgang stierf tijdens een veldtocht in Frankrijk.

## Kinderen
Uit zijn huwelijk met Anna had Wolfgang de volgende kinderen.
- Christina (1546-1619)
- Filips Lodewijk (1547-1614), paltsgraaf en hertog van Palts-Neuburg,
- Johan I (1550-1604), paltsgraaf en hertog van Palts-Zweibrücken,
- Dorothea Agnes (1551-1552)
- Elisabeth (1553-1554)
- Anna (1554-1576)
- Elisabeth (1555-1625)
- Otto Hendrik (1556-1604), paltsgraaf en hertog van Palts-Sulzbach,
- Frederik (1557-1597), paltsgraaf en hertog van Palts-Vohenstrauß
- Barbara (1559-1618) ∞ Gottfried, graaf van Oettingen (1554-1622),
- Karel I (1560-1600), paltsgraaf en hertog van Palts-Birkenfeld,
- Maria Elisabeth (1561-1629)
- Susanna (1564-1565).

## Voorouders
| Overgrootouders | Lodewijk I van Palts-Zweibrücken (1424-1489) ∞ Johanna van Croÿ (1435-1504)                   | Lodewijk I van Palts-Zweibrücken (1424-1489) ∞ Johanna van Croÿ (1435-1504)                   | Karel VI Hohenlohe-Neuenstein (1452-1503) ∞ Helene von Württemberg (-1506)                    | Karel VI Hohenlohe-Neuenstein (1452-1503) ∞ Helene von Württemberg (-1506)                    | Lodewijk II van Neder-Hessen (1438-1471) ∞ Mathilde van Württemberg (1438–1495)  | Lodewijk II van Neder-Hessen (1438-1471) ∞ Mathilde van Württemberg (1438–1495)  | Willem II van Brunswijk-Wolfenbüttel (1425-1503) ∞ 1521 Elisabeth van Stolberg-Wernigerode (-) | Willem II van Brunswijk-Wolfenbüttel (1425-1503) ∞ 1521 Elisabeth van Stolberg-Wernigerode (-) | Willem II van Brunswijk-Wolfenbüttel (1425-1503) ∞ 1521 Elisabeth van Stolberg-Wernigerode (-) | Willem II van Brunswijk-Wolfenbüttel (1425-1503) ∞ 1521 Elisabeth van Stolberg-Wernigerode (-) |
| Grootouders     | Alexander van Palts-Zweibrücken (1462-1514) ∞ Margaretha van Hohenlohe-Neuenstein (1480-1522) | Alexander van Palts-Zweibrücken (1462-1514) ∞ Margaretha van Hohenlohe-Neuenstein (1480-1522) | Alexander van Palts-Zweibrücken (1462-1514) ∞ Margaretha van Hohenlohe-Neuenstein (1480-1522) | Alexander van Palts-Zweibrücken (1462-1514) ∞ Margaretha van Hohenlohe-Neuenstein (1480-1522) | Willem I van Hessen (1466-1515) ∞ Anna van Brunswijk-Wolfenbüttel (1460-1520)    | Willem I van Hessen (1466-1515) ∞ Anna van Brunswijk-Wolfenbüttel (1460-1520)    | Willem I van Hessen (1466-1515) ∞ Anna van Brunswijk-Wolfenbüttel (1460-1520)                  | Willem I van Hessen (1466-1515) ∞ Anna van Brunswijk-Wolfenbüttel (1460-1520)                  |                                                                                                |                                                                                                |
| Ouders          | Lodewijk II van Palts-Zweibrücken (1502-1532) ∞ Elisabeth van Hessen (1503-1563)              | Lodewijk II van Palts-Zweibrücken (1502-1532) ∞ Elisabeth van Hessen (1503-1563)              | Lodewijk II van Palts-Zweibrücken (1502-1532) ∞ Elisabeth van Hessen (1503-1563)              | Lodewijk II van Palts-Zweibrücken (1502-1532) ∞ Elisabeth van Hessen (1503-1563)              | Lodewijk II van Palts-Zweibrücken (1502-1532) ∞ Elisabeth van Hessen (1503-1563) | Lodewijk II van Palts-Zweibrücken (1502-1532) ∞ Elisabeth van Hessen (1503-1563) | Lodewijk II van Palts-Zweibrücken (1502-1532) ∞ Elisabeth van Hessen (1503-1563)               | Lodewijk II van Palts-Zweibrücken (1502-1532) ∞ Elisabeth van Hessen (1503-1563)               |                                                                                                |                                                                                                |